# Colastes lustrator
Colastes lustrator är en stekelart som först beskrevs av Alexander Henry Haliday 1836.  Colastes lustrator ingår i släktet Colastes och familjen bracksteklar. Arten är reproducerande i Sverige. Inga underarter finns listade i Catalogue of Life.